# Günther Beckstein
Günther Beckstein, född den 23 november 1943 i Hersbruck, är en tysk politiker (CSU) och var mellan den 9 oktober 2007 och oktober 2008 Bayerns ministerpresident. Han var tidigare inrikesminister i Bayern samt ställföreträdande ministerpresident i Bayern.

## Biografi
Beckstein tog studenten vid Willstätter-Gymnasium i Nürnberg 1962 och studerade sedan juridrik vid universiteten i Erlangen och München. Han drev en advokatbyrå 1971-1988. Han promoverade i Erlangen 1975. Hans politiska karriär började som lokal ordförande för Junge Union i Nürnberg-Fürth (1973-1978) och han blev därefter vice ordförande för CSU i Nürnberg-Fürth-Schwabach och blev ordförande 1991. 1974 valdes han in i Bayerns lantdag. 1987 ställde han upp som borgmästarkandidat i Nürnberg men förlorade.
1988 blev Beckstein statssekreterare vid Bayerns inrikesministerium (Bayerisches Staatsministerium des Innern). 1993 blev han inrikesminister i samband med att Edmund Stoiber tog över som ministerpresident. 2001 utnämndes han till vice ministerpresident i Bayern. 2005 var han en kort tid ledamot i förbundsdagen. Han sågs under perioden som en stark kandidat att efterträda Stoiber som ministerpresident då denne såg ut att ta en post i den nya regeringskoalitionen. Stoiber kom dock aldrig att bli en del av regeringen.
Stoiber meddelade 18 januari 2007 att han skulle lämna ministerpresidentposten under hösten 2007. Beckstein valdes till ny ministerpresident 9 oktober 2007 med 122 av 178 röster i den bayerska lantdagen. 
Beckstein var som inrikesminister i Bayern mer känd än de flesta av sina motsvarigheter på nationell nivå. Han profilerade sig gentemot den röd-gröna regeringen genom en hård oppositionspolitik. Han kritiserade bland annat regeringens hantering av terroristbekämpningen. Han kritiserade den dåvarande tyska inrikesministern Otto Schily men har även delat uppfattning med Schily i många frågor.
Han är gift och har tre barn.